# Innenbereich
Mit Innenbereich bezeichnet man in Deutschland die Gebiete der „im Zusammenhang bebauten Ortsteile“ gemäß § 34 Baugesetzbuch (BauGB). Es handelt sich hierbei um einen fest stehenden Begriff aus dem Bauplanungsrecht im Zusammenhang mit der Zulässigkeit von Bauvorhaben.
Im Innenbereich, also innerhalb der im Zusammenhang bebauten Ortsteile darf im Allgemeinen gebaut werden, wenn keine wesentlichen Gründe dagegen sprechen. 
Im Gegensatz zum Innenbereich steht der Außenbereich als die Summe aller Flächen, die weder durch einen  qualifizierten Bebauungsplan überplant, noch den im Zusammenhang bebauten Ortsteilen zuzuordnen sind, und der grundsätzlich von Bebauung freizuhalten ist. Die Abgrenzung der im Zusammenhang bebauten Ortsteile vom unbebauten Außenbereich ergibt sich aus der tatsächlichen örtlichen Situation. Da diese in der Praxis oftmals strittig ist, ermächtigt § 34 Abs. 4 BauGB die Gemeinden, die Grenzen des Innenbereichs in einer Satzung festzusetzen.

## Ortsteil
Innerhalb der im Zusammenhang bebauten Ortsteile, also des Innenbereiches, ist ein Bauvorhaben zulässig, wenn es sich nach Art und Maß der baulichen Nutzung, der Bauweise und der Grundstücksfläche, die überbaut werden soll, in die Eigenart der näheren Umgebung einfügt und die Erschließung gesichert ist. Das Ortsbild darf dabei nicht beeinträchtigt werden (§ 34 Abs. 1 BauGB).
Ortsteil im Sinne des Baugesetzbuches ist „jeder Bebauungskomplex im Gebiet einer Gemeinde, der nach der Zahl der vorhandenen Bauten ein gewisses Gewicht besitzt und Ausdruck einer organischen Siedlungsstruktur ist“.

## Bebauungszusammenhang
Als Bebauungszusammenhang wird im öffentlichen Baurecht eine tatsächlich vorhandene, aufeinanderfolgende, eben zusammenhängende Bebauung, die trotz vorhandener etwaiger Baulücken den Eindruck der Geschlossenheit vermittelt, bezeichnet. Ausschlaggebend ist in diesem Zusammenhang, inwieweit die aufeinanderfolgende Bebauung trotz etwa vorhandener unbebauter Flächen nach der Verkehrsauffassung den Eindruck der Geschlossenheit und Zusammengehörigkeit vermittelt und die zur Bebauung vorgesehene Fläche selbst noch diesem Zusammenhang angehört.
Kleinere unbebaute Flächen, die den Bebauungszusammenhang nicht unterbrechen und ihm somit selbst angehören sind die sogenannten Baulücken. Wie groß eine solche Baulücke sein kann, ohne dass sie den Bebauungszusammenhang unterbricht, hängt allein von den örtlichen Gegebenheiten ab, wie z. B. von der städtebaulichen Eigenart des jeweiligen Ortsteils. So liegt in der Regel lediglich eine Baulücke vor, wenn die Fläche nur ein oder lediglich wenige der Vorhaben aufnehmen kann, die in ihrer Umgebung bestehen. Beispielsweise würde lediglich eine Baulücke vorliegen, wenn die Umgebung durch großzügige Anwesen mit Garten geprägt ist und auf die unbebaute Fläche lediglich ein entsprechendes Vorhaben passen würde. Dagegen ist eine Baulücke dann nicht mehr anzunehmen, wenn eine Fläche wegen ihrer Größe nicht mehr durch die vorhandene Bebauung in irgendeiner Weise geprägt wird, sondern vielmehr einer von der Umgebung unabhängigen geordneten städtebaulichen Entwicklung und Beplanung fähig ist.

### Abgrenzung zwischen Innen- und Außenbereich
Der Bebauungszusammenhang endet grundsätzlich mit der letzten vorhandenen Bebauung. Die sich ihr anschließenden im städtebaulichen Sinne selbständigen Flächen gehören zum Außenbereich. Auf Grundstücksgrenzen oder Darstellungen des Flächennutzungsplanes kommt es hierbei nicht an. Hieraus folgt, dass die Grenze zwischen Innen- und Außenbereich nicht schematisch gezogen werden kann, etwa als eine den Durchschnitt der nach „außen“ ragenden Gebäude bildenden Mittellinie oder als eine dem am weitesten in den Außenbereich ragenden Gebäude vorgelagerten Linie. Solchermaßen abrundende Grenzziehungen sind dem Satzungsverfahren nach § 34 Abs. 4 Nr. 3 BauGB vorbehalten. Da der Ortsrand oftmals durch uneinheitliche Bebauung gekennzeichnet ist, wird auch die faktische Grenze zwischen Innen- und Außenbereich oftmals verwinkelt und unregelmäßig verlaufen. Allerdings sind gerade auch in ländlichen Orten verbreitet zwischen dem Hauptgebäude und dem Außenbereich noch durch Nebenanlagen oder in anderer Weise bebauungsakzessorisch genutzte Flächen gelegen, die je nach Art der Hauptnutzung unterschiedlich ausgestaltet sein können (Terrassen, Gartenhäuser, Schuppen, Kleintierställe, Spielanlagen usw.). Dieser durch Nebenanlagen geprägte Bereich gehört in der Regel mit zum Bebauungszusammenhang und damit zum Innenbereich. Bei der Abgrenzung zwischen Innen- und Außenbereich ist es aber auch denkbar, dass die auf einem Grundstück vorhandene Bebauung nicht das gesamte Grundstück mit in den Innenbereich hineinzieht, sondern vielmehr die Innenbereichsgrenze inmitten des Grundstücks verläuft. In einem solchen Fall liegt ein Abschluss des Bebauungszusammenhangs vor, obwohl das Grundstück noch mehr oder weniger weit über diese Grenze hinaus reicht. Das Grundstück ist in einem solchen Fall, auch wenn es bebaut ist, nicht in seiner vollen Ausdehnung dem Innenbereich zuzurechnen. Im Einzelfall können auch an das letzte bebaute Grundstück angrenzende unbebaute Flächen noch dem Innenbereich zuzurechnen sein, insbesondere wenn sie durch besondere topographische Merkmale oder auch Straßen deutlich von der freien Landschaft getrennt sind und selber die Größe einer Baulücke nicht überschreiten.

### Nähere Umgebung
Nähere Umgebung ist der Bereich, auf den sich ein Bauvorhaben bodenrechtlich auswirken kann und durch den das Vorhabengrundstück bodenrechtlich geprägt oder doch beeinflusst wird. Die Beurteilung der planungsrechtlichen Zulässigkeit von Vorhaben im Innenbereich richtet sich grundsätzlich nach der sich aus der vorhandenen Bebauung ergebenden Eigenart der näheren Umgebung. Das bedeutet, dass alles an Bebauung in den Blick zu nehmen ist, was in der näheren Umgebung tatsächlich vorhanden ist. Eine Beschränkung auf das, was von der vorhandenen Bebauung städtebaulich wünschenswert oder auch nur vertretbar ist, darf insoweit nicht vorgenommen werden. Eine Ausnahme gilt nur für solche nahe Bauvorhaben, gegen die die Baubehörde aktiv vorgeht und damit zum Ausdruck bringt, dass sie diese faktische Bebauung nicht dulden wird, also „das Verhalten der zuständigen Behörden hinreichend klar ergebe, dass ihre Beseitigung absehbar sei“. Dagegen sind auch im Außenbereich nach § 35 Abs. 1 Nr. 1 BauGB privilegierte Vorhaben bei der vorhandenen Bebauung mit einzubeziehen.

### Einfügungskriterien
„Sich-Einfügen“ bedeutet, dass ein Bauvorhaben einen sich aus der näheren Umgebung abzuleitenden Rahmen in Bezug auf die Art und das Maß der baulichen Nutzung, die überbaubare Grundstücksfläche und die Bauweise einhält. Diese Aufzählung ist abschließend. Die Einfügenskriterien sind jeweils unabhängig voneinander zu prüfen. Fügt sich ein Vorhaben z. B. seiner Art nach ein, so kommt es im Rahmen der Prüfung, ob es sich auch seinem Maße nach einfügt, nicht mehr erneut auf seine Art an, also etwa darauf, welches Maß von anderen baulichen Anlagen gleicher Art in der näheren Umgebung bereits verwirklicht ist. Es gibt insoweit keine artspezifisch unterschiedlichen Kriterien des Nutzungsmaßes oder auch der Grundfläche, die überbaut werden soll.

## Prüfschritte
Die einzelnen Prüfungsschritte sind:
1. Aus der maßgeblichen Umgebungsbebauung ist in Bezug auf die vier Zulässigkeitsmerkmale jeweils ein Rahmen zu ermitteln.
2. Hält sich ein Vorhaben in jeder Hinsicht innerhalb des Rahmens, so fügt es sich in der Regel ein, ausgenommen es ist rücksichtslos.
3. Überschreitet ein Vorhaben den Rahmen, so kann es sich dennoch einfügen, wenn es keine bodenrechtlichen Spannungen auslöst oder vorhandene Spannungen erhöht, die nur durch eine Bauleitplanung bewältigt werden können.

Ein Vorhaben fügt sich also dann nicht in die Eigenart der näheren Umgebung ein, wenn es den aus der Umgebung ableitbaren Rahmen überschreitet und geeignet ist, bodenrechtlich beachtliche bewältigungsbedürftige Spannungen zu begründen oder zu erhöhen. Ein solcher Fall ist gegeben, wenn das Vorhaben die vorhandene Situation in bauplanungsrechtlich relevanter Weise verschlechtert, stört oder belastet. Stiftet es in diesem Sinne Unruhe, so lassen sich die Voraussetzungen für seine Zulassung nur unter Einsatz der Mittel der Bauleitplanung schaffen. Ein Planungsbedürfnis besteht auch, wenn durch das Vorhaben schutzwürdige Belange Dritter mehr als geringfügig beeinträchtigt werden.
Ist ein qualifizierter Bebauungsplan aufgestellt („beplanter Innenbereich“) so richtet sich die Zulässigkeit nach den Festsetzungen dieses Bebauungsplans. Ist zwar ein Bebauungsplan vorhanden, dieser jedoch nicht gemäß § 30 Abs. 1 BauGB qualifiziert, regelt sich im Innenbereich die Zulässigkeit des Vorhabens bezüglich der nicht im Bebauungsplan geregelten Kriterien nach dem Einfügungsgebot.
Zusätzlich zum Einfügungsgebot sind Voraussetzung für die Zulässigkeit, dass
- die Erschließung gesichert ist,
- die Anforderungen an gesunde Wohn- und Arbeitsverhältnisse gewahrt sind und
- das Ortsbild nicht beeinträchtigt wird.

### Erschließung
Im Einzelfall kann die vorhandene Erschließung, insbesondere die wegemäßige Erschließung, der Zulässigkeit von Vorhaben im Innenbereich Grenzen setzen. Dies kann insbesondere dann der Fall sein, wenn durch das Vorhaben ein Verkehrsbedarf entsteht, der nicht mehr durch die vorhandenen öffentlichen Erschließungsanlagen befriedigt werden kann, sondern bauliche Erweiterungs- oder Ergänzungsmaßnahmen erforderlich macht. Die Herstellung einer öffentlichen Erschließungsstraße setzt aber grundsätzlich einen Bebauungsplan voraus (§ 125 Abs. 1 BauGB). In ansonsten einfach gelagerten Fällen kann die Herstellung und Widmung der notwendigen öffentlichen Erschließungsstraße auch durch einen entsprechenden Vertrag gesichert werden. Auch kann die geplante Erschließung eines Vorhabens hinsichtlich ihrer Lage oder ihres Umfangs gegenüber der Nachbarbebauung rücksichtslos sein und somit zur Unzulässigkeit des Vorhabens führen.

### Gesunde Wohn- und Arbeitsverhältnisse
Im Hinblick auf die grundsätzliche Bebaubarkeit von Innenbereichsgrundstücken ist das Verbot des Entstehens ungesunder Wohn- und Arbeitsverhältnisse als äußerste Grenze der Zulässigkeit zu werten. Es ist in seiner Anwendung auf die Abwehr städtebaulicher Missstände beschränkt und nicht vergleichbar dem für die Bauleitplanung anzuwendenden Gebot des vorbeugenden Immissionsschutzes. Insofern sind die bei dem zu beurteilenden Vorhaben anzuwendenden Maßstäbe auch nicht den Regeln für Neuplanungen zu entnehmen (z. B. DIN 18005). Nach dem BGH liegt die Schwelle, bis zu der ein Vorhaben noch den allgemeinen Anforderungen an gesunde Wohn- und Arbeitsverhältnisse entspricht, nicht allzu weit der Grenze zur Polizeigefahr.

### Vermeidung der Ortsbildbeeinträchtigung
Das Gebot der Vermeidung der Ortsbildbeeinträchtigung ist städtebaulicher Natur und somit vom Gestaltungsrecht der Landesbauordnungen zu unterscheiden. Maßstab ist das Ortsbild, also das Erscheinungsbild eines größeren Bereichs einer Gemeinde, allein unter städtebaulichen Gesichtspunkten. Entscheidend ist, ob sich das Vorhaben in die weitere Umgebung einpasst, wobei die Gestaltung des Bauwerks selbst nicht relevant ist. Bei der Beeinträchtigung des Ortsbildes kommt es nicht wie beim Einfügensgebot auf Übereinstimmung mit einzelnen Merkmalen der vorhandenen Bebauung an, sondern darauf, ob ein Gesamtbild, das durch unterschiedliche Elemente geprägt sein kann, gestört wird. Es muss insofern zunächst überhaupt ein schutzwürdiges Ortsbild vorhanden sein. Das Ortsbild muss, um schützenswert zu sein und die Bau(gestaltungs)freiheit des Eigentümers einschränken zu können, eine gewisse Wertigkeit für die Allgemeinheit haben. Dies würde jedenfalls nicht auf ein Ortsbild zutreffen, welches keine regionaltypischen Besonderheiten aufweist. Nicht jedes Ortsbild ist schützenswert, nur weil es durch eine gewisse Einheitlichkeit oder Gleichartigkeit der Bebauung oder einzelner Elemente der Bebauung geprägt ist. Es muss vielmehr einen besonderen Charakter, eine gewisse Eigenheit haben, die dem Ort oder Ortsteil eine aus dem Üblichen herausragende Prägung verleiht. Obere Grenze der Beeinträchtigung ist die Verunstaltung (dem Ortsbild in städtebaulicher Hinsicht grob unangemessen und einen für solche Eindrücke offenen Betrachter belastend). Der Schutz des Ortsbildes ist jedoch in der Regel nicht von einem solchen Gewicht, dass er die vollständige Freihaltung eines Baugrundstücks im Innenbereich bewirken kann.
Ist ein Vorhaben nach dem BauGB zulässig, hat der Antragsteller einen Anspruch auf die Baugenehmigung (Baurecht), wenn das Bauordnungsrecht (die jeweilige Landesbauordnung und andere Gesetze) eingehalten wird. Vereinfachend gesagt besteht im Regelfall im Innenbereich ein Anspruch auf Baugenehmigung, wenn keine wesentlichen Gründe dagegen sprechen, während es sich im Außenbereich genau andersherum verhält.

## Innenbereichssatzung
Im Zusammenhang bebaute Ortsteile können von der Gemeinde durch Satzung festgelegt werden. Das BauGB unterscheidet drei Arten von Satzungen:
- Die Klarstellungssatzung (§ 34 Abs. 4 Nr. 1)
- Die Entwicklungssatzung (§ 34 Abs. 4 Nr. 2)
- Die Einbeziehungs- oder Ergänzungssatzung (§ 34 Abs. 4 Nr. 3)

Häufigster Anwendungsfall in der Praxis ist die Einbeziehungs- oder Ergänzungssatzung nach § 34 Abs. 4 Nr. 3 BauGB.